# Maruyama Banka
Maruyama Banka (丸山 晩霞) est un peintre de paysages et aquarelliste japonais des XIXe et XXe siècles, né en 1867 à Nagano et mort en 1942.

## Biographie
- En 1883, il devient l'élève de Kodama Katei (1841-1913) qui lui enseigne le style des peintures Nanga.
- En 1884, il vient à Tokyo étudier les techniques occidentales  au Kaiga Gakusha et en 1888 au Shogido.
- En 1889, après un séjour en Europe et aux États-Unis, il fonde la Société Taiheiyo Gakai où il expose.
- En 1902, avec Hachiro Nakagawa, il participe à la création du Taiheiyo Gakai.
- En 1907, il fonde l'Association des aquarellistes japonais.
- En 1918, il est l'un des membres fondateurs de la New Nihonga Society.

Il participe à partir de 1907 aux expositions du Bunten et de Meiji Bujutsukai.